# Grammoptera viridipennis
Grammoptera viridipennis är en skalbaggsart som beskrevs av Maurice Pic 1893. Grammoptera viridipennis ingår i släktet Grammoptera och familjen långhorningar. Inga underarter finns listade i Catalogue of Life.